# طور زنتل

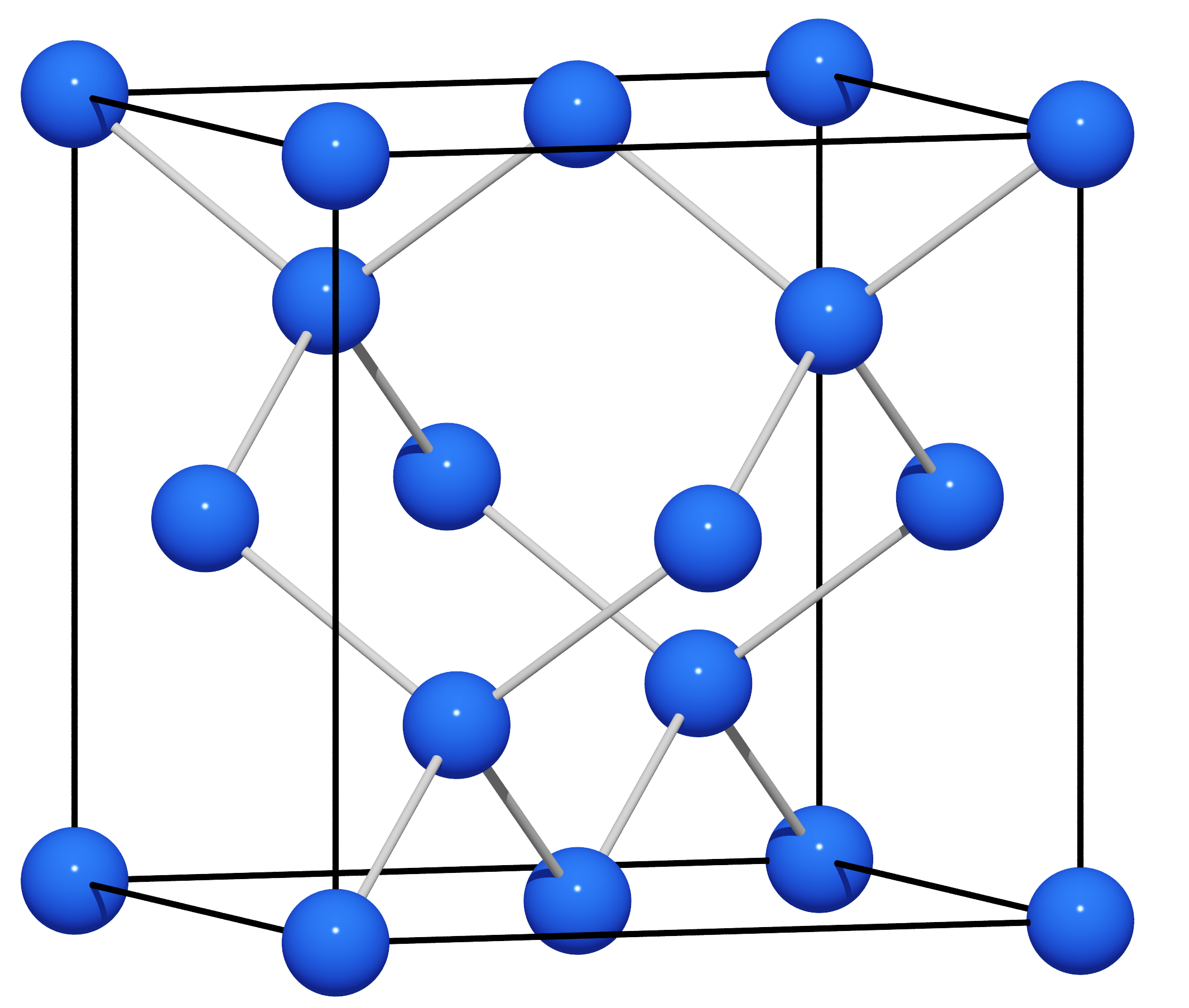

طور زنتل في الكيمياء هو ناتج التفاعل الكيميائي بين عناصر المجموعة الأولى (الفلزات القلوية) أو عناصر المجموعة الثانية (الفلزات القلوية الترابية) مع أي عنصر بعد انتقالي.
سميت تلك النواتج نسبة إلى الكيميائي الألماني إدوارد زنتل Eduard Zintl الذي درس تلك المركبات الكيميائية بشكل مفصل في ثلاثينات القرن العشرين. كان الكيميائي فريتز لافس Fritz Laves أول من استخدم مصطلح طور زنتل سنة 1941.
تصنف أطوار زنتل كيميائياً على أنها مركبات بين فلزية تتكيز أنها هشة وذات نقطة انصهار مرتفعة وذات خواص مغناطيسية مميزة، لكننها ضعيفة الموصلية الكهربائية.